# Минко Василь Петрович
 Васи́ль Петро́вич Минко́ (14 січня 1902, Минківка, Валківський повіт, Харківська губернія  — 30 січня 1989) — український прозаїк, автор сатиричних драматичних творів для масового глядача. Журналіст. Член Спілки селянських письменників «Плуг».

## Біографія
Після окупації УНР більшовиками, Василь Минко був обраний членом волосного ревкому, потім виконкому. Завідував відділом народної освіти, а потім земельним відділом.
Учився в ремісничому училищі, на робітфаці Харківського сільськогосподарського інституту і в Харківському Інституті Народної Освіти (1929—1931), який не закінчив.
Писати почав ще в Минківці. Компонував невеличкі п'єси-агітки, сам ставив і грав у них. Деякі з них: «Купала», «Лісові круки», «Ой у полі жито», «Пастушкові пригоди», «Герої буднів» пізніше були надруковані.
В 1924 році виступив у пресі з п'єсами для самодіяльного театру, а з 1927 р. — пише нариси, оповідання, повісті.
Був членом «Плугу». 01.03.1928 у журналі Плуг вийшла стаття "Плужани на селі" про поїздку В.Минка із Харкова до села Старий Мерчик для проведення літературного вечора серед селян, де, серед інших, читались гуморески Остапа Вишні.
Учасник Німецько-радянської війни. Був літературним співробітником газети 4-ї повітряної армії. Був нагороджений двома орденами Червоної Зірки.
В журналі "Перець" №1 за 1977р розміщено дружній шарж А.Арутюнянца , присвячений 75-річчя В.Минка.

## Твори
Збірки нарисів і оповідань
- «Люди повітря»
- «Беладонна»
- «Лісова бувальщина»
- «На переправі»
- «Мій земляк»

всі — (1928—1933)

### Повісті
- «Штурмівці» (1931)
- «Ярина Черкас» (1936) — у травні 1939 всі виявлені книжки вилучені і знищені — «в книжці говориться про перекручення при колективізації, але зовсім не згадується про листа товариша Сталіна „Запаморочення від успіхів“ у боротьбі з цими перекрученням. Автор не показує справжнього обличчя сільської бідноти, її прагнення до радянської влади. Художня цінність книжки на дуже низькому рівні» [Архівовано 28 жовтня 2020 у Wayback Machine.][3]
- «Творці краси» (1937)
- «Над річкою Хоролом» [Архівовано 22 вересня 2020 у Wayback Machine.] (1949)
- «Ясні зорі» (1951)

### Книжки подорожніх нарисів
- «В народній Німеччині» (1956)
- «Намасте, Індіє» (1957)
- «Грецькі етюди» (1958)
- «Дніпро тече в комунізм» (1962)

### Автобіографічні повісті
- «Моя Минківка» (1962, 1969)
- «Червоний Парнас» (1972)
- «Їхав козак на війноньку» (1979)

Книжки спогадів
- «З пером, як з багнетом» (1981)

Комедії
- «Не називаючи прізвищ» (1952)
- «Мовчати заборонено» (1955)
- «На хуторі біля Диканьки» (1958)
- «Соловей у міліції» (1962)
- «Жених з Аргентини» (1960)
- «Давайте не будемо» (1962, 1983)
- «Комедія з двома інфарктами» (1967)
- «На душу населення» (1970)
- «Увага, Какаду!» (1972)
- «Притча про шлагбаум» (1976)
- «Його величність — коровай» (1978)

Вибрані твори в 2-х т. (1981)
Василь Минко зробив дві книжки літературних записів від імені двічі Героїв Соціалістичної Праці — Федора Дубковецького «Здрастуй, Завтра» і Макара Посмітного «В Чорноморських степах».